# Neva
För andra betydelser, se Neva (olika betydelser).

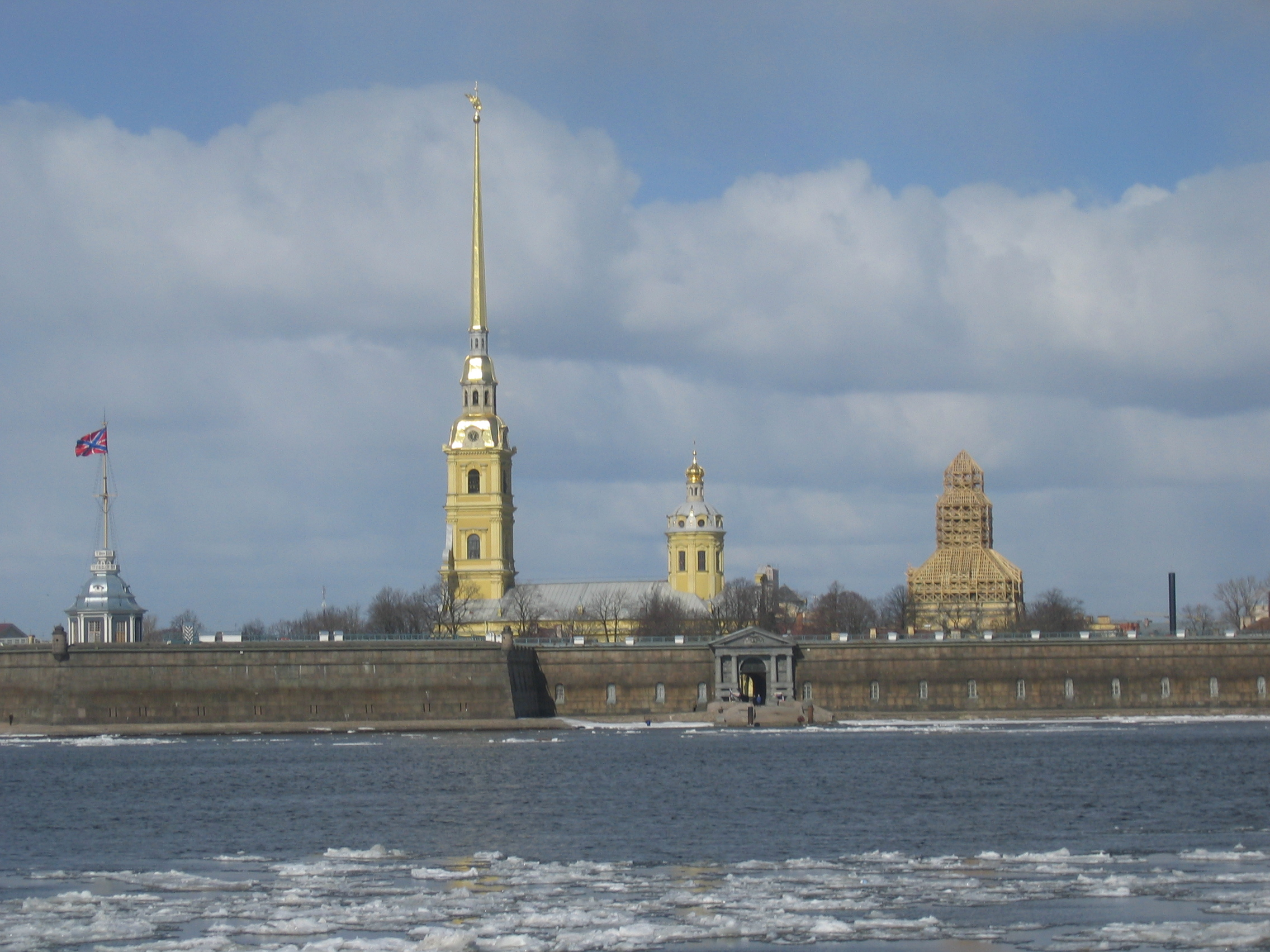
Floden Neva vid sitt utlopp i Sankt Petersburg

Nevas avrinningsområde

Äldre hydrografisk karta över farvattnet och redden vid St Petersburg, ifrån Björkösund, genom Kronstadt och floden Neva. utan djupsiffror.

Neva (ryska: Нева (Reka Neva Floden Neva), på svenska även Nyen, Nevan) är en flod i västra Ryssland. Den är 74 kilometer lång och rinner från sjön Ladoga till Sankt Petersburg, där den mynnar ut i Finska viken. Neva, som svarar för det enskilt största tillflödet av sötvatten till Östersjön, har ett avrinnings-område på 281 000 km². Trots sin blygsamma längd så är floden Europas tredje vattenrikaste efter Volga och Donau, med en medelvattenföring på 2 460 m³/s; den är utlopp för vattnet från tre av Europas fyra största sjöar: Ladoga, Onega och Saimen. Den är också en av kontinentens yngsta floder; den bildades först omkring 1400-700 f.Kr. när landhöjningen hade lyft upp trakten kring Finska vikens innersta del tillräckligt - innan dess stod Ladoga i förbindelse med Finska viken genom en flod längre västerut, på Karelska näset. Så sent som på 1400- och 1500-talet e.Kr. kan både Ladoga och Vuoksen-floden för övrigt ha haft sidoutlopp genom en flodarm i närheten av Viborg, även om det mesta av vattnet tog vägen över Neva.
Flodens delta ligger inne i staden St Petersburg, och ett stort antal flodarmar och både naturliga och grävda kanaler delar in staden i ett flertal öar. Vid Vasilijön i stadens centrum förgrenar sig Neva i Stora Neva (den sydliga armen, 3,5 km lång) och Lilla Neva (norra armen, 4,25 km lång). En av de mer kända kanalerna är Fontanka-kanalen vilken är naturlig. 
I juli 1240 stod vid floden slaget vid Neva mellan en svensk här och ett ryskt uppbåd under fursten Alexander av Novgorod.